# Antistaubit
Als Antistaubit wurde eine zur Bekämpfung von Straßenstaub benutzte Lauge genannt. Sie besteht zum Großteil aus Magnesiumchlorid und entsteht als Koppelprodukt bei der Kaligewinnung. Um die 1900er Jahre wurden Versuche zur Benutzung in Berlin durchgeführt.
Eine Stadtwerbung von Bad Oldesloe (also nach 1910) bewirbt "staubfreie Straßen (Anwendung von Antistaubit)"